# اندیس کوه جاج
کوه جاج یک اندیس فلزی است که در حوالی شهر پرنگ استان خراسان قرار دارد و مادهٔ معدنی موجود در آن، مس است.سنگ میزبان این اندیس آمیزه رنگین است  در این اندیس، پاراژنز‌های پیریت یافت می‌شوند.